# اللواء 460 مدرع
اللواء 460 أو لواء «أبناء النور» (بالعبرية: ני־אור، بني أور) هو لواء تدريبي مدرع يعتبر التشكيل التدريبي لسلاح المدرعات الإسرائيلي. يتبع الفرقة 80 التابعة بدورها للقيادة الجنوبية ويشكل اللواء مدرسة المدرعات، الموجودة في قاعدة شيزافون في النقب.في قاعدة شيزافون.

## تاريخه

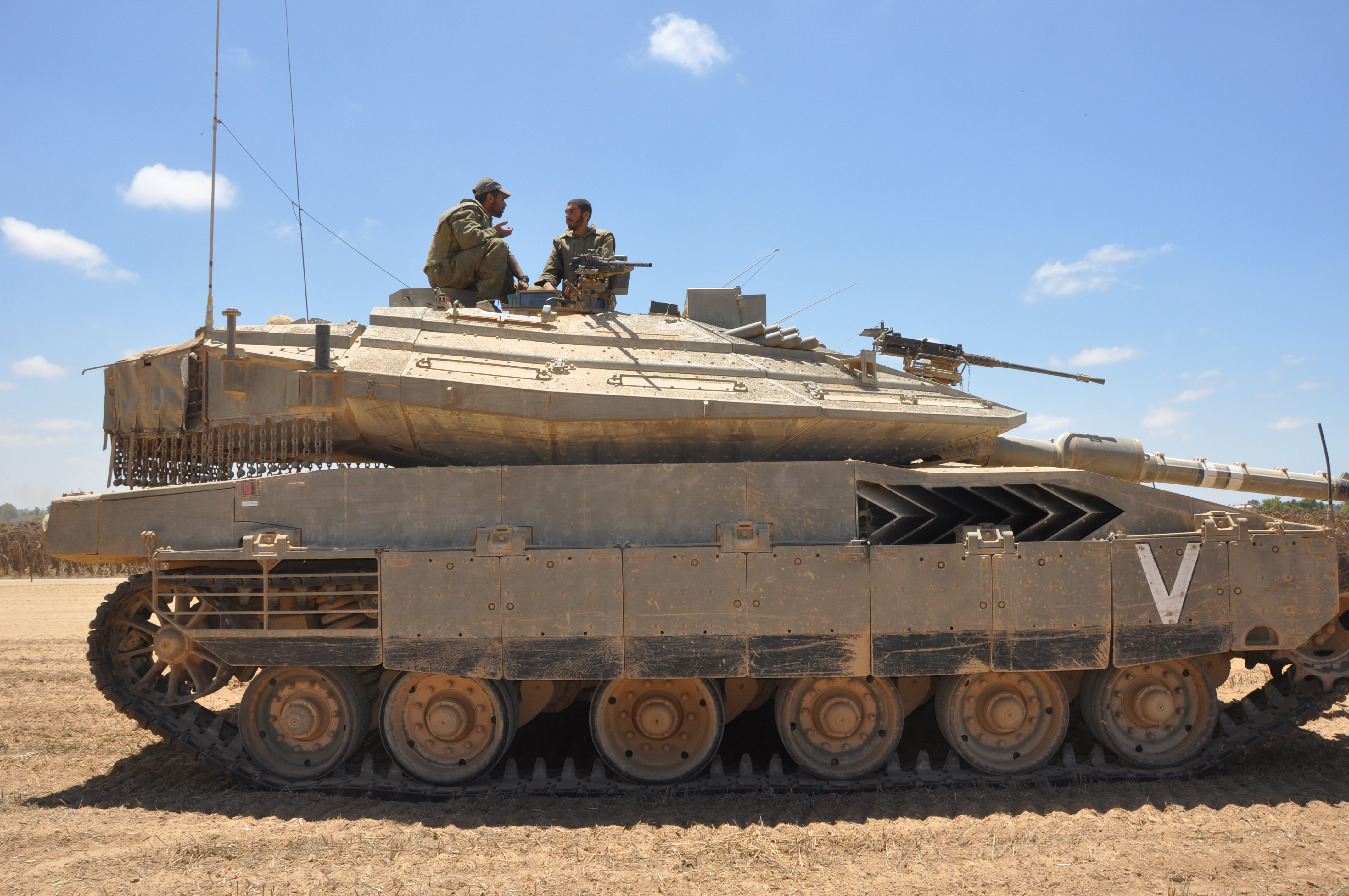
إحدى دبابات اللواء قرب حدود غزة 2014

نُظم اللواء في أوائل السبعينات كلواء طوارئ يعتمد على أطقم دورات القيادة بمدرسة المدرعات وضم حينها الكتيبة 71 (مدربو مدرسة المدرعات، ومدربو المدرعات من قاعدة تسليم، وطلاب وضباط من اللواء الأول)، والكتيبة 196 (سرايا المناوشات من دورة قادة الدبابات ودورة ضباط المدرعات) والكتيبة 198.
شارك في حرب أكتوبر تحت قيادة العقيد غابي أمير. وبعد الحرب تقرر ترك اللواء 460 كلواء نظامي، على أن تتم المراحل التدريبية والمهنية في مدرسة المدرعات (اللواء 454)، فيما تقام دورات القادة وإكمال دورة الضباط في اللواء 460.
تمركز اللواء سابقاً في سيناء، في منطقة بير تمادا، ولكن بعد اتفاقية كامب ديفيد بين إسرائيل ومصر، انتقل اللواء إلى قاعدة كتزيوت. وفي 1982، قبل وقت قصير من مشاركته في عملية السلام للجليل، انتقل اللواء إلى قواعد بنيت للجيش الإسرائيلي في أوائل الثمانينات من قبل الأمريكيين كتعويض عن انسحاب إسرائيل من سيناء بعد اتفاق السلام مع مصر.
عمل اللواء في القطاع الأوسط خلال حرب لبنان 1982، حيث استولى على بلدة جزين في معركة جزين، التي كانت أول معركة مدرعة ضد الجيش السوري في ذلك الوقت. قُتل خمسة من مقاتلي اللواء بنيران صديقة بين كتيبتين له في قرية عين التينة.
شارك اللواء في حرب غزة 2014 في قطاع دير البلح وخان يونس.
يشارك اللواء حالياً في عملية السيوف الحديدية عبر الاجتياح الإسرائيلي البري لغزة في أواخر أكتوبر 2023، إلى جانب لواء ناحال في المنطقة الشمالية من قطاع غزة، وخسر اللواء حتى الآن قائد فصيلة في الكتيبة 195 وضابط لوجستي للواء.

## تشكيل اللواء في 2023
- اللواء 460 مدرع (التدريبي) «بني أور»
  - كتيبة تدريب ضباط الدبابات 195 «آدم» (ميركافا مارك.4)
  - كتيبة تدريب ضباط الدبابات 196 «شاهاك» (ميركافا مارك.4)
  - الكتيبة المدرعة 198 «عزوز» (ميركافا مارك.4)
  - كتيبة تدريب مدربي الدبابات 330 «ماغن/درع»
  - الكتيبة المدرعة 532 «شيلاه» (ميركافا مارك.4)
  - كتيبة المهندسين القتالية 614 (احتياطية)
  - كتيبة لوجستية
  - سرية إشارة